# Eugoa aequalis
Eugoa aequalis är en fjärilsart som beskrevs av Walker 1857. Eugoa aequalis ingår i släktet Eugoa och familjen björnspinnare. Inga underarter finns listade i Catalogue of Life.